# Пилиповичі (Лубенський район)
Пилипо́вичі — село в Україні, у Оржицькій селищній громаді Лубенського району Полтавської області. Населення становить 175 осіб. До 2020 орган місцевого самоврядування — Яблунівська сільська рада.

## Географія
Село Пилиповичі знаходиться на лівому березі річки Чумгак, вище за течією на відстані в 2,5 км розташоване село Залужне, нижче за течією на відстані 3,5 км розташоване село Савинці, на протилежному березі - село Круподеринці. По селу протікає річка Суха Оржиця.

## Історія
12 червня 2020 року, відповідно до розпорядження Кабінету Міністрів України № 721-р «Про визначення адміністративних центрів та затвердження територій територіальних громад Полтавської області», село увійшло до складу Оржицької селищної громади.
19 липня 2020 року, в результаті адміністративно - територіальної реформи та ліквідації  Оржицького району, село увійшло до складу новоутвореного Полтавського району.

## Економіка
- Птахо-товарна ферма.